# Doulaincourt-Saucourt
Doulaincourt-Saucourt település Franciaországban, Haute-Marne megyében. Lakosainak száma 753 fő (2022. január 1.). Doulaincourt-Saucourt Froncles, Gudmont-Villiers, Vaux-sur-Saint-Urbain, Vouécourt, Roches-Bettaincourt, Domremy-Landéville, Donjeux és Épizon községekkel határos.

## Népesség
A település népességének változása:
| Lakosok száma | 961  | 1218 | 1135 | 968  | 871  | 861  | 816  | 790  | 780  | 753  |
|               | 1968 | 1982 | 1990 | 2006 | 2013 | 2015 | 2017 | 2019 | 2020 | 2022 |